# Ana Branger
Ana Luisa Branger (nacida a principios de la década de 1920) fue una de las primeras aviadores venezolanas. Recibió su licencia en 1942 al egresar de la Escuela de Aviación Miguel Rodríguez en Maracay. En noviembre de 1939, Mary Calcaño se había convertido en la primera venezolana en obtener una licencia de piloto, aunque la suya fue emitida por las autoridades estadounidenses en Long Island, Nueva York.

## Biografía
Branger fue la primera mujer en graduarse de la escuela de aviación Michel Rodríguez, la única que brindaba formación de piloto en el país durante década de 1940. Poco después de recibir su licencia, se incorporó al Centro de Instrucción de Aeronáutica Civil en la base aérea La Carlota. Voló no solo en Venezuela sino también en Perú y en Estados Unidos donde batió dos récords mundiales.
En 1950, rompió el récord de vuelo en avioneta a gran altura, alcanzando 24,504 pies en un Cub Special con un Continental C-90-8F 90. motor de hp, sustancialmente más alto que los 18,999 pies logrados por Elizabeth Boselli. Al año siguiente, volvió a batir el récord de gran altitud alcanzando 28.820 pies, rompiendo el récord de René Leduc de 25.000 pies. Ambos logros fueron cubiertos por la prensa internacional.
También es recordada por su cargo como agregada cultural en la embajada de Venezuela en Washington D. C..